# Montgobert
Montgobert és un municipi francès situat al departament de l'Aisne i a la regió dels Alts de França. L'any 2007 tenia 190 habitants.

## Demografia

### Població
El 2007 la població de fet de Montgobert era de 190 persones. Hi havia 78 famílies de les quals 20 eren unipersonals (8 homes vivint sols i 12 dones vivint soles), 23 parelles sense fills, 27 parelles amb fills i 8 famílies monoparentals amb fills.
La població ha evolucionat segons el següent gràfic:
Habitants censats

### Habitatges
El 2007 hi havia 101 habitatges, 80 eren l'habitatge principal de la família, 19 eren segones residències i 2 estaven desocupats. Tots els 101 habitatges eren cases. Dels 80 habitatges principals, 62 estaven ocupats pels seus propietaris, 13 estaven llogats i ocupats pels llogaters i 5 estaven cedits a títol gratuït; 3 tenien dues cambres, 3 en tenien tres, 24 en tenien quatre i 50 en tenien cinc o més. 62 habitatges disposaven pel capbaix d'una plaça de pàrquing. A 42 habitatges hi havia un automòbil i a 32 n'hi havia dos o més.

### Piràmide de població
La piràmide de població per edats i sexe el 2009 era:
| Homes | Edats   | Dones |
| ----- | ------- | ----- |
| 0     | 95 o +  | 0     |
| 0     | 90 a 94 | 0     |
| 0     | 85 a 89 | 0     |
| 4     | 80 a 84 | 0     |
| 8     | 75 a 79 | 16    |
| 4     | 70 a 74 | 8     |
| 0     | 65 a 69 | 4     |
| 4     | 60 a 64 | 12    |
| 8     | 55 a 59 | 4     |
| 0     | 50 a 54 | 0     |
| 8     | 45 a 49 | 4     |
| 8     | 40 a 44 | 8     |
| 8     | 35 a 39 | 4     |
| 4     | 30 a 34 | 8     |
| 0     | 25 a 29 | 4     |
| 12    | 20 a 24 | 4     |
| 8     | 15 a 19 | 4     |
| 12    | 10 a 14 | 8     |
| 4     | 5 a 9   | 8     |
| 0     | 0 a 4   | 0     |

## Economia
El 2007 la població en edat de treballar era de 122 persones, 92 eren actives i 30 eren inactives. De les 92 persones actives 82 estaven ocupades (45 homes i 37 dones) i 10 estaven aturades (4 homes i 6 dones). De les 30 persones inactives 8 estaven jubilades, 11 estaven estudiant i 11 estaven classificades com a «altres inactius».

### Ingressos
El 2009 a Montgobert hi havia 83 unitats fiscals que integraven 207 persones, la mediana anual d'ingressos fiscals per persona era de 21.156 €.

### Activitats econòmiques
Dels 6 establiments que hi havia el 2007, 1 era d'una empresa extractiva, 2 d'empreses de comerç i reparació d'automòbils, 1 d'una empresa immobiliària i 2 d'empreses de serveis.

## Poblacions més properes
El següent diagrama mostra les poblacions més properes.